# テレンス・ジョーンズ
テレンス・アレクサンダー・ジョーンズ（Terrence Alexander Jones、1992年1月9日 - ）は、アメリカ合衆国・オレゴン州ポートランド出身のプロバスケットボール選手。ポジションはパワーフォワード。従兄弟に元NBAプレーヤーで1996年のNBAルーキー・オブ・ザ・イヤー賞のデイモン・スタウダマイアーがいる。

## 経歴

### 学生時代
オレゴン州ポートランドで生まれ育ったジョーンズは、小さい頃からポートランド・トレイルブレイザーズの試合を見るようになり、バスケットボールを始めた。そしてジョーンズは地元のジェファーソン高校に進学し、オレゴン州の "ミスター・バスケットボール" に選出され、マクドナルド・オールアメリカンにも選出された。
大学はケンタッキー大学に入学。2 年間プレーし、2012年はアンソニー・デイビスやマイケル・キッド＝ギルクリストらと共にNCAAトーナメントを制し、全米制覇を成し遂げた。

### NBA

#### ヒューストン・ロケッツ
ジョーンズはデイビスらと共に2012年のNBAドラフトにアーリーエントリーを表明。18位でヒューストン・ロケッツから指名された。
1年目はNBAでの適応に苦しみ、NBADL行きも経験するなど、19試合の出場に終わった。2年目は75試合に出場し、平均12.1点6.9リバウンドを記録し、成長を見せたが、3年目の2014-15シーズンは、左足首の負傷やドナタス・モティエユーナスの成長もあり、35試合の出場に止まった。

#### ニューオーリンズ・ペリカンズ
2016年7月13日、ニューオーリンズ・ペリカンズと1年契約を結んだ。しかし、翌年2月23日にデマーカス・カズンズを獲得したことによるロースター枠の調整の為に解雇された。

#### ミルウォーキー・バックス
2017年3月2日、ジャバリ・パーカーなど負傷者続出中のミルウォーキー・バックスとシーズン終了までの契約を結んだ。しかし、そのパーカーの離脱後に快進撃を見せたバックスで出場機会を得ることが出来ず、4月1日に解雇された。

#### 中国へ
2017年7月30日、NBAのチームとの契約先を見つけられなかったジョーンズは、CBAの青島双星籃球倶楽部 (青島イーグルス) と契約し、再出発することになった。

## プレースタイル
サウスポーということもあり、オフェンスに独特のリズム感を併せ持つ。ボールハンドリングも巧みで、パスセンスもなかなかのものがある。ディフェンスの方もリバウンドで強さを発揮するが、サイズ不足なのが弱点になっている。